# Bussières-et-Pruns
Bussières-et-Pruns è un comune francese di 492 abitanti situato nel dipartimento del Puy-de-Dôme nella regione dell'Alvernia-Rodano-Alpi.

## Storia

### Simboli
alias

## Società

### Evoluzione demografica
Abitanti censiti